# Gewone zijde-erebia
De gewone zijde-erebia (Erebia gorge) is een vlinder uit de onderfamilie Satyrinae, de zandoogjes en erebia's.
De gewone zijde-erebia komt in diverse Europese berggebieden voor en vliegt van 1600 tot 3000 meter boven zeeniveau.
Als leefgebied geeft de vlinder de voorkeur aan rotsige hellingen tot zelfs puinhellingen. Als waardplanten worden zwenkgrassoorten (Festuca), Poa minor, Poa alpina en Sesleria varia gebruikt. De ontwikkeling van de rups duurt twee jaar.
De vliegtijd is in juli en augustus.